# Трусенёв, Владимир Иванович
Влади́мир Ива́нович Трусенёв (3 августа 1931, Буинск, Буинский район, Татарская АССР, РСФСР, СССР — 2001, неизвестно) — советский легкоатлет (метание диска, толкание ядра), чемпион и призёр чемпионатов СССР и Европы, победитель международных турниров, рекордсмен СССР, Европы и мира, первый советский рекордсмен мира в метании диска, участник Олимпийских игр 1960 года в Риме и Олимпийских игр 1964 года в Токио, Заслуженный мастер спорта СССР (1968, по другим данным — 1962), тренер. Член сборной команды страны в 1956—1968 годах.

## Биография
После службы в армии работал слесарем на заводе. Спортом увлёкся в 1953 году. Тренировался под руководством В. И. Алексеева. Выступал за команду «Труд» (Ленинград). В 1961 году первым из советских спортсменов установил мировой рекорд в метании диска (61,64 м). Многократный победитель международных турниров «Мемориал братьев Знаменских» (1962, 1965, 1967, 1968 годы). На Олимпиаде 1960 года в Риме был 15-м (52,93 м), в 1964 году в Токио занял 8 место (54,78 м). Установил два рекорда страны в метании диска: 57,84 м (1961) и 59,85 м (1962).
После ухода из большого спорта в 1970 году работал тренером ДСО «Труд». Затем перешёл на тренерскую работу в легкоатлетическую школу имени В. И. Алексеева. Прах покоится в колумбарии Богословского кладбища.

## Память
В родном городе Трусенёва Буинске открыт стадион его имени.

## Спортивные результаты
- Чемпионат СССР по лёгкой атлетике 1957 года —  (51,40 м);
- Чемпионат СССР по лёгкой атлетике 1958 года —  (54,07 м);
- Чемпионат СССР по лёгкой атлетике 1962 года —  (58,57 м);
- Чемпионат СССР по лёгкой атлетике 1964 года —  (59,00 м);
- Чемпионат СССР по лёгкой атлетике 1965 года —  (57,42 м);
- Чемпионат СССР по лёгкой атлетике 1966 года —  (57,20 м);